# Doris Zinkeisen
Doris Clare Zinkeisen (31 luglio 1898 – 3 gennaio 1991) è stata una costumista britannica.
Pittrice scozzese, ha lavorato per il teatro e per il cinema come costumista. Tra gli altri, per il film biografico sulla regina Vittoria, Victoria the Great, e per la versione cinematografica di Show Boat. Dal 1933 al 1938, lavorò come designer per le produzioni cinematografiche di Herbert Wilcox.
Nel 1941, durante la Seconda Guerra Mondiale, Doris Zinkeisen e sua sorella Anna lavorarono come artiste di guerra per la Commissione dell'Europa del Nord-Est per la Croce Rossa britannica e l'Ordine di San Giovanni. Ha lavorato come pittrice anche per gli arredi del transatlantico Queen Mary.
Le illustratrici di libri per ragazzi Janet e Anne Grahame Johnstone sono sue figlie.

## Filmografia
- Ottocento romantico (Bitter Sweet), regia di Herbert Wilcox (1933)
- The Queen's Affair (Runaway Queen, titolo USA), regia di Herbert Wilcox (1934)
- La favorita di Carlo II (Nell Gwyn), regia di Herbert Wilcox (1934)
- La boheme (Mimi), regia di Paul L. Stein (1935)
- Peg of Old Drury, regia di Herbert Wilcox (1935)
- La canzone di Magnolia (Show Boat), regia di James Whale (1936)
- La grande imperatrice (Victoria the Great), regia di Herbert Wilcox (1937)
- Sixty Glorious Years (Queen of Destiny, titolo USA), regia di Herbert Wilcox (1938)

## Spettacoli teatrali

### Scenografa
- Nymph Errant

### Costumista
- Nymph Errant